# Джарвис Томсон, Джудит
Джудит Джарвис Томсон (англ. Judith Jarvis Thomson, 4 октября 1929 — 20 ноября 2020) — американский философ-моралист. В 2019 году она была избрана членом Американского философского общества.

## Детство и образование
Джудит (Джарвис) Томсон родилась в Нью-Йорке 4 октября 1929 года и была вторым ребёнком бухгалтера Теодора Джарвиса (Джавитца) и учительницы английского языка Хелен (Востри) Джарвис. Её мать была католичкой чешского происхождения, а отец происходил из рода восточноевропейских раввинов. В 1918 году Теодор Джавитц, выросший в многодетной семье в Нижнем Ист-Сайде, сменил фамилию на Джарвис. Его отношения с женой, начавшиеся в летнем социалистическом лагере, были источником напряженности для обеих семей.
Хелен Джарвис умерла, когда Джудит было шесть лет, а Теодор Джарвис снова женился через два года. У его второй жены было двое детей. Она была успешным дизайнером интерьеров, торговцем предметами искусства, антиквариатом и импортером.
Джудит посещала начальную школу в Нью-Йорке и Йонкерсе, окончив среднюю школу Хантер-колледжа в январе 1946 года. Она получила степень бакалавра в колледже Барнарда в 1950 году, вторую степень бакалавра в Кембриджском университете в 1952 году (в колледже Ньюнхэм, Кембридж), степень магистра в Кембридже в 1956 году и степень доктора философии в Колумбийском университете в 1959 году.
В 1962 году она начала преподавать в колледже Барнарда, а в 1962 году познакомилась и вышла замуж за британского философа Джеймса Томсона, который был приглашенным профессором Колумбийского университета. Проведя 1962—1963 годы в Оксфорде, супруги переехали в Бостон, где Джеймс Томсон был назначен профессором философии в Массачусетском технологическом институте. Джудит Томсон преподавала в течение года в Бостонском университете и в 1964 году была назначена на факультет Массачусетского технологического института, где она в настоящее время является профессором философии. Томсоны расстались в 1976 году и развелись в 1980 году; они оставались коллегами до самой смерти Джеймса Томсона в 1984 году.

## Карьера
Джудит Томсон была приглашенным профессором Питтсбургского университета (1976), Калифорнийского университета в Беркли (1983) и Йельской юридической школы (1982, 1984, 1985), а также стипендиатом Фонда Фулбрайта (1950—1951), Американской ассоциации университетских женщин (1962—1963), Национального Фонда Гуманитарных Наук (1978—1979, 1986—1987), Фонда Гуггенхайма (1986—1987) и Центра перспективных исследований в Осло, Норвегия (1996). В 1989 году она была избрана в Американскую Академию Искусств и наук, а в 1992—1993 годах занимала пост президента Американской философской Ассоциации (АПА). В 1999 году она читала лекции Таннера о человеческих ценностях на тему «Доброта и Советы» в Принстонском университете, а в 2003 году она читала лекции Пола Каруса на тему «Нормативность» на заседаниях центрального отдела АПА. Большую часть своей карьеры она преподавала в Массачусетском технологическом институте, оставаясь там в качестве профессора эмериты.
В 2012 году она была удостоена премии Куинна американской философской Ассоциацией.
В 2015 году она была удостоена почетной докторской степени Кембриджского университета, а в 2016 году Гарвардского университета. Также в 2016 году она была избрана членом соответствующей стипендии Британской академии.

## Научные направления и публикации
Основные направления исследований Томсон — философия морали и метафизика. В области философии морали она внесла значительный вклад в метаэтику, нормативную этику и прикладную этику. Её вклад в книгу с Гилбертом Харманом «Moral Relativism and Moral Objectivity» (1996) защищает объективность морали от релятивизма Хармана. В работах, собранных в журнале «Rights, Restitution and Risk» (1986), обсуждаются вопросы, касающиеся самоубийств, абортов и самообороны. А её работы, опубликованные в журналах «Goodness and Advice» (2001) и «The Realm of Rights» (1992), охватывают основные вопросы нормативной теории морали, касающиеся основания моральных прав и объяснения добра. Её работа в области метафизики фокусируется на вопросах, касающихся действия и событий, времени и родительства.

## «Защита абортов»
Основная статья: «A Defense of Abortion»
Один мысленный эксперимент, благодаря которому Томсон особенно хорошо известна, встречается в её статье «Защита абортов»:
Вы просыпаетесь утром и обнаруживаете, что спина к спине в постели с бессознательным скрипачом. Знаменитый скрипач без сознания. У него обнаружили смертельное заболевание почек, и общество любителей музыки просмотрело все доступные медицинские записи и выяснило, что только у вас есть подходящая группа крови, чтобы помочь. Поэтому они похитили вас, и прошлой ночью кровеносная система скрипача была подключена к вашей, так что ваши почки могут быть использованы для извлечения ядов из его крови, а также из вашей собственной… Отключить тебя — значит убить его. Но ничего, это только на девять месяцев. К тому времени он уже оправится от своей болезни и сможет спокойно отключиться от вас.
Этот сценарий предполагает, что право человека не быть убитым может быть превзойдено правом другого человека контролировать свое собственное тело, когда эти два права вступают в конфликт.
В этой статье Томсон утверждает на основе мысленного эксперимента скрипача, что «право на жизнь состоит не в праве не быть убитым, а скорее в праве не быть убитым несправедливо». Поэтому, чтобы показать, что аборт морально недопустим, ни в коем случае недостаточно показать, что плод — это личность. Напоминая нам о том, что все люди имеют право на жизнь, нужно также показать, что убийство плода нарушает его право на жизнь, то есть что аборт — это несправедливое убийство. Статья Томсон защищает права на аборт и функционирует главным образом как аргумент по аналогии в отношении идеи кровного родства матери и плода.
Статья встречает отклики и критику со стороны многих различных философов и биоэтиков. Филиппа Фут, выдающийся аристотелевский этик, утверждала, что отрицательное непредоставление услуг, как в случае скрипача, отличается от активного убийства или вмешательства, как в случае аборта (см. книгу Фут «моральные дилеммы», 86-87). На мысленный эксперимент Томсона также ответил Оксфордский философ Джон Финнис в книге «права и недостатки абортов: ответ Джудит Томсон». Томсон, в свою очередь, ответила Финнису в своей статье «права и смерти», перепечатанной в её томе эссе «права, реституция и риск».

## Избранные публикации
- «A Defense of Abortion», Philosophy and Public Affairs 1 (1971): 47-66.
  - В защиту абортов / Этическая мысль 2017. Т. 17. No 2. С. 125—142
- «The Right to Privacy», Philosophy and Public Affairs 4 (1975): 295—314.
- Acts and Other Events (Cornell University Press, 1977).
- Rights, Restitution, and Risk (Harvard University Press, 1986).
- The Realm of Rights (Harvard University Press, 1990).
- «Goodness and Utilitarianism», (Presidential Address) Proceedings and Addresses of the American Philosophical Association 67.2 (1993): 145—159.
- Moral Relativism and Moral Objectivity (with Gilbert Harman) (Blackwell, 1996).
- Goodness and Advice (Princeton University Press, 2001).